# Mulino Spagnolo
De Mulino Spagnolo is een windmolen nabij Orbetello in Toscane.
De ronde stenen molen behoorde tot een reeks van negen korenmolens, welke door de inwoners van Siena in de 16e eeuw in de lagune werden gebouwd. Het graan werd aan- en het meel afgevoerd in kleine bootjes. Later werd een smalle brug naar de molens gebouwd. Mogelijk waren de Italiaanse architecten niet in staat de molen draaiende te krijgen en pas toen de Spanjaarden in 1557 bezit namen van de streek bleken deze in staat de molens te repareren.
De huidige molen is de laatst overgeblevene van de oorspronkelijke negen molens.